# 한반도 대운하
한반도 대운하(韓半島大運河, Grand Korean Waterway)란 경부운하, 경인운하, 호남운하(영산강 운하), 금강운하, 북한운하로 이루어져 있으며, 이 계획의 핵심인 경부운하는 낙동강과 남한강을 가로막는 소백산맥의 조령을 뚫어 인천에서 부산까지 이어지는 내륙운송 수로를 4년 만에 건설하겠다는 계획이다.  이명박 대통령이 2007년 대한민국 대통령 선거를 맞아 내놓은 건설 공약이다.
2006년 11월부터 이명박 대통령의 대선공약으로 공론화되기 시작하였으며, 대통령 선거기간에는 다른 논란때문에 크게 의제화되지 못했으나, 2007년 12월 대통령 당선 이후 본격적으로 추진하였다.
2008년 임기초의 대규모 촛불시위 후에 열린 이명박 대통령의 특별기자회견에서 '대운하 사업도 국민이 반대한다면 추진하지 않을 것'임을 밝혔으며, 이어 국토해양부의 대운하 준비단도 해체되었다. 하지만 대통령의 기자회견 다음 날 추부길이 대운하 관련 토론회를 여는 등, 이후 정부와 여당 일각에서 일련의 불명확한 태도를 보였다.

## 일지
- 2006년 10월 25일: 이명박 당시 서울시장, 한반도 대운하 구상 윤곽 공개
- 2007년 12월 27일: 인수위, 현대건설 등 건설사와 간담회
- 2008년 1월 14일: 이명박 대통령, "대운하, 국민적 납득과 합의 중시", 건설사 경부운하 건설 컨소시엄 구성
- 2008년 5월 22일: 정종환, "대운하, 이수 치수 차원서 친환경적 접근"
- 2008년 6월 2일: 청와대, 대운하 사업 보류 방침
- 2008년 6월 19일: 이명박 대통령, "국민이 반대하면 추진하지 않겠다", 대운하 사업단 해체 방침
- 2008년 11월 28일: 이명박 대통령, "4대강 정비면 어떻고, 운하면 어떠냐"[3]
- 2009년 6월 29일: 이명박 대통령, "임기 내에는 추진하지 않겠다. 한국의 미래를 위해 대운하가 필요하다는 제 믿음에는 지금도 변함이 없지만, 그럼에도 불구하고 국론을 분열시킬 위험이 있었다."[4]

## 논란
환경 문제, 건설기간 문제, 비용 문제, 실효성, 필요성을 두고 많은 논란이 제기되고 있다. 2008년 2월 12일 문화방송 PD수첩에서는 독일 현지 답사보도를 통하여 현지 대운하의 운영 실태를 보고한 바가 있다. 2월 13일 한국방송에서는 추적60분을 통해 국내 대운하 공사예정지를 중심으로 답사를 한 결과, 운하 건설 추진과정에 문제가 있음을 밝혔다.
3월 27일 국토해양부 건설수자원정책실이 작성한 내부 보고서에 의하면, 민간 건설사의 사업 제안을 받은 이후 추진하겠다던 정부의 기존 입장과는 달리 2009년 4월 착공을 목표로 이미 사업 준비를 하고 있음이 보도되었다. 일부 언론에서 대운하 추진을 위한 비밀기획단이 이미 결성되어 있다는 의혹을 제기했고, 이에 3월 29일 국토해양부는 민간사업자가 제안할 경우에 대비하여 사전 준비를 하고 있지만 비밀조직을 만들지는 않았다고 해명했다.
지속적인 논란 속에서 대운하에 대한 여론은 2008년에 접어들면서 꾸준히 공사에 반대하는 입장이 상승하는 추이를 보여주었다. 4월 1일 경기도선거관리위원회가 한반도 대운하를 반대하는 시민단체의 거리집회와 서명운동을 선거법 위반으로 유권해석함에 따라 적법성에 대한 논란이 일었다.

### 찬성측의 논지
- 퇴적물 준설로 장기적으로 생태계의 복원에 기여한다.
- 운하 건설로 하상계수 편차가 감소한다.
- 준설과 댐 건설은 홍수 피해를 감소시키는 역할을 한다.
- 간접취수, 취수원 이전, 식수 전용댐으로 1급수 상수원을 확보할 수 있다.
- 선박은 자동차나 기차보다 친환경적인 운송수단이다.
- 운하에서 선박의 전복사고는 거의 없으므로 수자원 오염은 우려할 바가 아니다.
- 이탈리아는 3면, 영국은 4면이 바다임에도 운하가 발달했다.[14]
- 내륙 도시들이 항구도시화 되면서 해운과 연결되어 시너지 효과가 발생한다.
- 향후 130년간 1억 3천만명의 중국인 관광객을 유치해 관광효과가 발생한다.[15]
- 10년 후 4가구 1 요트 보급 시대를 대비한 레저 공간으로 활용이 가능하다.[16]
- 박정희 전 대통령이 구상한 경부고속도로도 처음에는 반대했지만 나중에 한국 경제의 발전에 기여를 하였다.

### 반대측의 논지
- 식수원인 낙동강과 한강의 환경 오염이 우려된다.
- 수정해야 하는 관계 법령이 많다.
- 대한민국은 산지가 많기 때문에 운하 건설에 어려움이 많다.
- 하상(河床)을 준설함으로 인해 생태계가 파괴된다.
- 홍수 발생 시 배수가 불량하여 피해가 발생할 수 있다.
- 자연 친화적인 사고에 어긋난다.
- 준설 이후 문제점이 나타나도 완전한 환경 재복원이 불가능하다.
- 공사구간에 존재하는 문화재들의 수몰 및 훼손이 발생한다.
- 사안의 중대성에도 불구 국민적 합의 없이 졸속으로 진행하려 한다.
- 운하건설 투자기업의 적자는 국민들의 세금으로 충당된다.
- 많은 교량을 해체하고 수리해야 한다.
- 정체불명의 각종 동물들이 도심지에 유입되어 주민들이 피해를 입을 가능성이 커진다.[17]
- 정부의 영향력과 비리가 등장할 수 있다.
- 일부 계층의 (불로 소득인) 부동산 차익이 커진다.
- 운영 효율이 지나치게 떨어진다.
- 관광/레저 방향으로 이득이 될 수 있다는 점은 지나친 비약이며 효용성이 없다.
- 대한민국과는 지형적, 경제적, 역사적 여건이 다른 중동 및 유럽의 국가들과 비교하여 논제의 타당성을 끼워맞춘다.
- 운하가 매우 발달한 네덜란드의 경우 거의 모든 국토가 해발 100m를 넘지 않으며, 가장 높은 곳도 해발 300m 정도다.
- 130년이라는 기간 동안 1억 3,000만명의 중국인 관광객을 유치할 수 있다는 주장은 교묘한 숫자놀음일 뿐이며 대단한 착오이다.
- 같은 비용으로 철도나 도로에 투자하는 것이 훨씬 더 타당하다.
- 박정희 대통령은 고속도로를 구상했지 대운하를 구상하지 않았다.

#### 민간 자본
정부는 경제성 문제 및 재정 문제에 대해 민간 자본으로 사업을 수행할 수 있다고 주장했다. 이에 대해 명시적인 비용보다 환경파괴 등 사회적인 비용을 고려해야 한다는 지적이 있다.
2011년 미국의 폭로 전문 웹사이트 위키리크스가 공개한 문건에 따르면 버시바우 미국 대사가 이명박의 대운하 계획에 대해 회의감을 나타내기도 했다. 그는 이 계획이 “억지스럽고 구식이거나 환경적으로 현명하지 못한 것”이라고 비판받을 수 있다고 말했다. 대통령 투표가 있던 12월19일 전문에서도 버시바우 대사는 대운하 계획에 대해 “대사관이 알아본 바에 따르면 이명박의 대운하 계획은 한국 경제를 부흥시킬 요체가 아니며, 다른 선거 공약들도 그저 그렇게 끝날 가능성이 있다."고 말했다.

## 관련 사건

### 국책연구원의 반대
국토해양부로부터 대운하 연구를 용역받아 수행중인 건설기술연구원의 김이태 연구원이 2008년 5월 24일 포털사이트 다음의 아고라에 올린 '대운하 참여하는 연구원입니다.'라는 글에서 "4대강 정비계획의 실체는 운하 계획"이며, "제대로 된 전문가 분들이라면 운하건설로 인한 대재앙은 상식적으로 명확하게 예측되는 상황."이라고 주장했다. 또한, "딸과 아들에게 부끄러운 아버지가 되기 싫어 양심선언을 했다."고 밝혔다.
이에 대해 국토해양부와 건설기술연구원은 "이 주장은 연구원 개인의 의견이며, 어떤 경로를 통해서도 반대논리에 대한 정답을 내놓으라고 강요한 사실이 없으며, 조직도 공개적으로 꾸려 운영하고 있다."고 말했다. 한편 건설기술연구원은 김이태 연구원 개인만을 대상으로 감사를 벌였으며, 2008년 12월 24일 징계위원회를 열고 3개월 정직 처분을 내렸다.
하지만, 2013년 박근혜 정부가 시행한 4대강 사업에 대한 감사 결과, 대운하를 염두에 둔 사실이 밝혀짐에 따라, 비판과 비난이 끊이질 않고 있다.

## 같이 보기
- 4대강 정비 사업
- 경인 아라뱃길
- 마인-도나우 운하